# Dżabal Haraz
Dżabal Haraz – pasmo wyżyn w zachodnim Jemenie nieopodal wybrzeży Morza Czerwonego, w okolicy miejscowości Manacha (Sana). Jego maksymalna wysokość to 2941 m n.p.m. Od roku 1994 uznawane jest przez BirdLife International za Important Bird Area o nazwie Haraz mountains i oznaczeniu YE011.
Na wysokości 2000–3000 m n.p.m. napotkać można trawy z gatunków Themeda triandra, Heteropogon contortus, Andropogon distachyos i Hyparrhenia hirta. Na zachodnim zboczu na wysokości 1000–2000 m n.p.m. rosną także rośliny z gatunków Teclea nobilis, Ficus lutea i Oncoba spinosa. Występują motyle endemiczne dla południowo-zachodniego Półwyspu Arabskiego: Cacyreus niebuhri, Lepidochrysops arabicus, Euchrysops philbyi, Lasiommata felix i Pseudotergumia tewfiki.

## Awifauna
Do gatunków, które przyczyniły się do utworzenia IBA na obszarze Haraz należą: góropatwa arabska (Alectoris melanocephala), orłosęp (Gypaetus barbatus), sęp płowy (Gyps fulvus), turkawka żałobna (Streptopelia lugens), dzięcioł arabski (Dendrocopos dorae), świstunka ciemna (Phylloscopus umbrovirens), pokrzewka jemeńska (Sylvia buryi), czarnotek arabski (Onychognathus tristramii), drozd jemeński (Turdus menachensis), białorzytka jemeńska (Oenanthe lugentoides), nagórnik mały (Monticola rufocinereus), płochacz arabski (Prunella fagani), afrokulczyk arabski (Crithagra rothschildi), afrokulczyk piaskowy (Crithagra menachensis), makolągwa szarogłowa (Linaria yemenensis) oraz trznadel popielaty (Emberiza cineracea).